# 김희준 (배우)
김희준(1989년 5월 17일 ~ )은 대한민국의 배우이다.
- 2009년 SBS 11기 공채 탤런트

박시후 성폭행혐의 연루 후 자취를 감추었다.

## 출연작

### 드라마
- 드림
- 망설이지마 - 장수호 역
- 제중원
- 장미의 전쟁 - 장대리 역

## 수상
- 앙드레김 베스트 스타 어워드 신인스타상[2]